# Zeljonyj ogonjok
Zeljonyj ogonjok (russisk: Зелёный огонёк) er en sovjetisk spillefilm fra 1964 af Villen Azarov.

## Medvirkende
- Aleksej Kuznetsov som Sergej Kuznetsov
- Svetlana Savjolova som Ira Savjolova
- Anatolij Papanov som Boris Zjmurkin
- Tatjana Bestajeva som Lena
- Ivan Ryzjov som Vasilij Stepanovitj